# Asteria (sous-marin)
L'Asteria est un sous-marin italien de la classe Platino (sous-classe de la Serie 600) utilisé par la Regia Marina pendant la Seconde Guerre mondiale.

## Conception et description
Les sous-marins de la classe Platino (également connue sous la classe Acciaio) est le dernier développement du type 600 comportant des améliorations par rapport à la série précédente, notamment en ce qui concerne les équipements et les aménagements internes, telles qu'une tourelle inférieure pour améliorer la stabilité et réduire la silhouette. Dans l'ensemble, même les bateaux de cette série donnent de bons résultats malgré toutes les limitations imposées par la mauvaise qualité des matériaux utilisés dans la construction en raison de difficultés d'approvisionnement, un défaut commun de la construction italienne de la période de la guerre. 
Les sous-marins de la classe Platino ont été conçus comme des versions améliorées de la précédente classe Adua. Ils déplacent 697 tonnes en surface et 850 tonnes en immersion. Les sous-marins mesurent 60,18 mètres de long, ont une largeur de 6,44 mètres et un tirant d'eau de 4,78 mètres.
Pour la navigation de surface, les sous-marins sont propulsés par deux moteurs diesel de 700 chevaux (522 kW), chacun entraînant un arbre d'hélice. En immersion, chaque hélice est entraînée par un moteur électrique de 400 chevaux-vapeur (298 kW). Ils peuvent atteindre 14 nœuds (26 km/h) en surface et 7,3 nœuds (13,5 km/h) sous l'eau. En surface, la classe Platino possède une autonomie de 5 000 milles nautiques (9 300 km) à 8,5 nœuds (15,7 km/h), en immersion, elle a une autonomie de 80 milles nautiques (150 km) à 3 nœuds (5,6 km/h).
Les sous-marins sont armés de six tubes torpilles internes de 53,3 cm, quatre à l'avant et deux à l'arrière. Ils sont également armés d'un canon de pont de 100 mm pour le combat en surface. L'armement antiaérien léger varie et peut consister en une ou deux mitrailleuses de 20 mm ou une ou deux paires de mitrailleuses de 13,2 mm.

## Histoire
L'Asteria est commandé pour  le chantier naval de CRDA à Monfalcone en Italie. La pose de la quille est effectuée le 16 octobre 1940, le Asteria est lancé le 25 juin 1941 et mis en service le 8 novembre 1941.
Une fois ses essais terminés, l'Asteriasuit une période de formation intensive afin de pouvoir opérer le plus rapidement possible.
Le 15 mai 1942, au cours de sa première mission de guerre, alors que, dans la soirée, il émerge pour se trouver en embuscade près de la côte de la Cyrénaïque, il doit se hâter de replonger lorsqu'il s'aperçoit qu'un destroyer, l'ayant aperçu, tente de l'éperonner; l'Asteria est alors la cible du lancement de plusieurs grenades sous-marines, n'apportant pas de dommages sérieux,
Le 7 juillet, l'Asteria se rend dans la bande de mer entre Chypre et la Syrie sous le commandement du tenente di vascello (Lieutenant de vaisseau) Pasquale Beltrame et après une semaine, il repère à courte distance un navire identifié comme un destroyer. L'Asteria lance une attaque par une première torpille, mais l'unité ennemie l'évite par une manœuvre,. Peu après, l'Asteria lance une deuxième torpille, ressentant une forte explosion: cependant, il n'y a pas eu de dégâts des unités dans cette zone à ce moment,.
Le 12 août, l'Asteria est envoyé à l'ouest de Malte, pour contrer l'opération britannique "Pedestal" : la chose se termine par la bataille de la mi-août, au cours de laquelle l'Asteria n'a cependant aucun rôle.
Le tenente di vascello Dante Morrone prend ensuite le commandement du sous-marin,.
Le 13 novembre, l'Asteria, en mission au large de cap Carbon, identifie deux petites unités et lance deux torpilles contre l'une d'entre elles; cependant, comme l'eau avait une phosphorescence remarquable, le navire aperçoit les deux torpilles et les esquive grâce à une manœuvre,. L'Asteria subit ensuite un bombardement intense avec des grenades sous-marines, dont il sort cependant avec de légers dégâts,.
Toujours dans la même journée, à 12h45, alors qu'il navigue vers sa base, le sous-marin est bombardé par un Lockheed Hudson de l'USAAF, mais il réussit à éviter les bombes et à endommager l'avion avec le feu de ses mitrailleuses,.
Le 13 février 1943, le sous-marin atteint son secteur d'opérations, près du cap Carbon. Il ne voit pas de navires avant le 17, quand, la nuit, il repère deux navires ennemis - ce sont les destroyers d'escorte britanniques de classe Hunt HMS Wheatland (L122) et HMS Easton (L09) - à la recherche de sous-marins. L'Asteria essaie d'attaquer avec des torpilles mais il est détecté par les deux navires britanniques, qui essayent de l'éperonner,,. Il est ensuite  soumis à un bombardement intense avec des grenades sous-marines, subissant de graves dégâts,,.

Après sept heures de chasse, l'Asteria doit émerger et est immédiatement touché par les tirs d'artillerie du Westland et du Easton, avec quelques victimes parmi l'équipage; les survivants - qui avaient déjà commencé les manœuvres d'autodéfense - abandonnent le sous-marin, étant secourus et capturés par les deux destroyers, tandis que le sous-marin disparaît à 25 milles nautiques (47 km) au Nord-Ouest de Bougie en Algérie,,. Cinq hommes de l'Asteria perdent la vie au cours de cette action.
Au total, le sous-marin a effectué 9 missions offensives-exploratoires et 8 missions de transfert, pour un total de 10 842 milles nautiques (20 100 km) de navigation en surface et 1 370 milles nautiques (2 540 km) en plongée.